# 국민의당 (2020년)
국민의당(國民의黨)은 2022년 5월 3일에 해산된 대한민국의 중도우파 보수주의 성향의 정당이다. 상징색은 오렌지색이었다.

## 역사
2020년 2월 바른미래당의 손학규 대표체제에 반대하는 안철수와 안철수계 국회의원 6명(권은희, 이태규, 이동섭, 신용현, 김삼화, 김수민)이 주축이 되어 만든 정당이다. 4월 15일 총선까지 시간이 많지 않은 관계로 안철수라는 정치인의 지명도를 최대한 활용하기 위해 당명을 '안철수신당'으로 정하였으나, 선관위는 헌법 제116조 제1항을 고려하여 특정인의 이름이 정당명에 들어가면 안 된다는 이유를 들어 불허하였다. 이에 '국민당'으로 당명으로 바꿔 선관위에 신고했지만, 국민당이란 이름은 이미 선관위에 등록된 '국민새정당'과 뚜렷히 구별되지 않는다는 이유로 사용하지 말라고 결정한 것으로 알려졌다. 우여곡절 끝에 2016년 총선때 사용하였던 국민의당이라는 당명을 선관위로부터 허가받았다. 2016년 총선의 녹색돌풍을 재현하겠다는 야심찬 포부로 '국민의당 시즌2'를 시작했지만 좀처럼 오르지 않는 지지율에 미래통합당과 더불어민주당의 양당구도가 더욱 공고해지면서 급기야 안철수계 인사 일부가 미래통합당으로 이탈했다. 결국 안철수 대표는 253개 전 지역구에 후보를 내지 않고 비례대표만을 출마시키겠다고 선언하면서 사실상 미래통합당과의 연대를 시사했다. 그리하여 지역구에 출마하려는 안철수계 국회의원 6명 중 4명(이동섭, 신용현, 김삼화, 김수민)이 미래통합당에 입당하였고, 권은희, 이태규 두 사람만이 국민의당에 입당하여 2석의 원내정당이 되었다.
이후 서울대 의학박사이기도 한 안철수 국민의당 대표는 2020년 3월 1일 성명서를 내고 "속수무책의 정부를 지켜보면서 지금 국가는 제 역할과 책임을 다하고 있는지 묻지 않을 수 없다"며 대구 계명대 대구 동산병원에서 코로나19 진료를 하며 자원봉사를 시작했다. 안 대표가 땀에 흠뻑 젖은 진료복을 입고 고글에 눈 주위가 움푹 패인 피곤한 모습으로 걸어가는 장면이 언론을 통해 알려지면서 칭찬이 이어졌고, 미래통합당 이준석 최고위원도 이날 당 최고위원회의에서 "당은 다르지만 야권연대의 일원인 안 대표의 영웅적인 모습에 경의를 표하고 응원한다"고 밝혔다. 그리고 안철수 국민의당 대표가 코로나19 의료봉사를 위해 대구를 찾은 후 당 지지율이 상승하면서 정의당을 제쳤다.
2020년 3월 16일 서울남부지법은 이른바 '셀프제명'으로 탈당한 바른미래당 비례대표 8인에 대한 제명 절차 취소 단행 가처분 신청을 인용하였다. 이로써 이태규 의원의 당적은 바른미래당의 후신인 민생당으로 바뀌게 되었고, 국민의당의 의석은 1석으로 줄어들었다. 이에 이태규 의원은 의원직 상실을 감수한 채 민생당을 탈당하였다.
2020년 3월 27일 제21대 총선 국민의당은 추첨을 통해 기호 10번을 부여받았다. 이에 안철수 국민의당 대표는 “10점 만점의 10점을 받을 각오로 이번 선거에 임하겠다”고 밝혔다. 2020년 4월 15일에 열린 국회의원 선거에서 3석을 얻으며 원내에 입성했다.
2022년 4월 18일 국민의힘과의 흡수합당 투표에서 가결되어 5월 3일 공식 합당하였다. 당시 원내대표이던 권은희의원은 "기득권 양당으로 회귀하는 합당을 수용하기 어렵다"며 당에 제명을 요청하였지만 거부당했다.

## 역대 지도부

### 제1대 지도부
2020. 5. ~ 2022. 5.
- 당대표: 안철수
- 원내대표: 권은희
- 최고위원: 권은희, 이태규, 김경환, 최연숙
- 청년최고위원: 구혁모
- 사무총장: 이태규
- 정책위의장: 허찬국(직무대리)
- 전국청년위원장: 구혁모

## 주요 선거 결과

### 대통령 선거
| 연도   | 선거 | 후보자 | 득표 | 득표율      | 결과 | 당락 |
| ------ | ---- | ------ | ---- | ----------- | ---- | ---- |
| 2022년 | 20대 | 안철수 | -    | \| \| 0% \| | -    | 사퇴 |
|        | 0%   |        |      |             |      |      |

### 국회의원 선거
|  | 0% |

|  | 6.79% |

|  | 1% |

## 같이 보기
- 국민의당 (2016년)
- 국민의힘